# Stephen Warfield Gambrill
Stephen Warfield Gambrill (ur. 2 października 1873, zm. 19 grudnia 1938) – amerykański polityk związany z Partią Demokratyczną. Od 1924 roku aż do śmierci w 1938 roku był przedstawicielem piątego okręgu wyborczego w stanie Maryland w Izbie Reprezentantów Stanów Zjednoczonych.